# یواس‌ان‌اس فرنچ کریک (تی-ای‌او-۱۵۹)
یواس‌ان‌اس فرنچ کریک (تی-ای‌او-۱۵۹) (به انگلیسی: USNS French Creek (T-AO-159)) یک کشتی بود که طول آن ۵۲۳ فوت ۶ اینچ (۱۵۹٫۵۶ متر) بود. این کشتی در سال ۱۹۴۴ ساخته شد.